# Meteor – Der Tod kommt vom Himmel
Meteor – Der Tod kommt vom Himmel ist ein kanadisch-US-amerikanischer Katastrophenfilm aus dem Jahr 2007 mit Sheree J. Wilson als Hauptdarstellerin. Der Film wurde erstmals am 10. Februar 2008 auf RTL II im deutschen Fernsehen gezeigt.

## Handlung
Ein Meteoritenschauer bedroht den mittleren Westen der Vereinigten Staaten – so auch die Kleinstadt Cottonwood. Bürgermeisterin Davenport-Baxter will mit ihrer Familie nach Chicago ziehen, um besser über den Verlust ihres Sohnes, der immer noch vor ihrem geistigen Auge erscheint, hinwegzukommen. Ihre Tochter Emily wehrt sich aber gegen den geplanten Umzug, auch weil sie ihren College-Abschluss in Cottonwood machen will.
Als mehrere Meteoriten die Kleinstadt Cottonwood treffen und zahlreiche Gebäude zerstören, schlägt auch ein Brocken in das nahe gelegene Waldstück ein und lässt einen Baum umstürzen; dieser fällt auf Seth, den Freund von Emily, und klemmt sein Bein ein. Als es ihm nicht gelingt, sich selbst zu befreien, bittet er seine Freundin, den Baum mit Hilfe eines Seils, das zuvor an seinem Wagen befestigt wird, wegzuziehen. Nach anfänglichen Fehlversuchen gelingt es Emily schließlich, ihren Freund zu befreien. Inzwischen suchen die Mutter von Emily und der Vater von Seth nach ihren Kindern und können den Wagen mit Hilfe eines Peilsenders lokalisieren. Die beiden Teenager sind bereits auf dem Weg nach Hause. Als ein weiterer Meteorit in der Nähe der Straße einschlägt, kommen sie mit ihrem Auto von der Straße ab und stürzen die Böschung hinunter. Die Eltern finden die beiden dank des Peilsenders und bringen sie in das örtliche Krankenhaus, wo sie medizinisch versorgt werden.
Verursacht durch die Meteoriteneinschläge in Cottonwood bricht an mehreren Stellen Feuer aus, und Leitungen der Gasversorgung schlagen leck; es besteht Explosionsgefahr. Die Stadtväter bitten Douglas Mak, den unterirdisch gelegenen Absperrhahn für die Gasversorgung zuzudrehen, da nur er Kenntnis über die genaue Lage hat. Douglas lehnt zunächst ab, da er seine schwerverletzte Frau im Krankenhaus nicht allein lassen möchte. Da aber weitere Menschenleben auf dem Spiel stehen, lässt er sich schließlich – auch auf Drängen der Bürgermeisterin hin – zu dem Einsatz überreden. Es gelingt ihm, den Absperrhahn für die Gasversorgung zuzudrehen und somit die Explosionsgefahr zu bannen. Währenddessen erliegt seine Frau ihren schweren Verletzungen.
Jack Baxter, der Mann der Bürgermeisterin und ehemaliger Arzt im örtlichen Krankenhaus, kommt – wie seine Frau – nicht über den Unfalltod ihres gemeinsamen Sohns Ricky hinweg. Aufgeweckt durch das Chaos und die aktuellen Geschehnisse fasst er sich ein Herz und kehrt in das Krankenhaus zurück, um seine Hilfe als Arzt anzubieten.

## Kritiken
„Preiswert getrickstes TV-Katastrophendrama – Armageddon im Ladyshave-Format.“

„Katastrophen-Thriller nach den üblichen (Fernseh-)Standards, angereichert mit den Zutaten eines Familiendramas.“

## Hintergrund
- Drehorte waren Abbotsford und Maple Ridge in British Columbia, Kanada.[4]